# Dacrydium gibbsiae
Dacrydium gibbsiae — вид хвойних рослин з роду Dacrydium родини подокарпових.
Видовий епітет вшановує Ліліан Сюзет Гіббс (1870—1925), яка вивчала флору гори Кінабалу.

## Опис
Невелике дерево, 2–12 м заввишки. Листки молодих дерев довжиною не менше 12 мм. Дорослих дерев листки лінійні або лінійно-ланцетні, довжиною 5–8 мм, 0.8—1 мм шириною, товщиною 0.2–0.3 мм. Пилкові шишки 20–25 мм в довжину і 4.5–7 мм в діаметрі. Мікроспорофіли ланцетні, 5–6 мм завдовжки, 1.5 мм шириною біля основи. Насіння 1 чи іноді 2 на шишку, яйцеподібне, 4—5 мм завдовжки, яскраве світло-коричневе.

## Поширення, екологія
Країни поширення: Малайзія (Сабах, гора Кінабалу). Трапляється майже виключно в межах національного парку Кінабалу. Співпанує на ультраосновних ґрунтах у гірських мохових лісах в основному від 1500 до 2000, але загалом до 3600 м.

## Використання
Даних про використання цього виду немає.

## Загрози та охорона
Гора Кінабалу має велику відвідуваність. Потенційні загрози існуванню виду, пов'язані з можливим збільшенням туризму (зокрема пожежні ризики), оцінюються як незначні, оскільки D. gibbsiae росте переважно у вологих місцях. З іншого боку, про його здатність відновлюватися після пожеж відомо мало. Зменшення чисельності виду не виявлено.